# طواف إسبانيا 1985
طواف إسبانيا 1985 هو سباق دراجات هوائية أقيم بتاريخ 23 أبريل - 12 مايو، تكون السباق من 19 مرحلة وامتدّ لمسافة 3474 كم بسرعة 36.417 كم/س، استغرق السباق 95 ساعة 58 دقيقة 00 ثانية. فاز به الإسباني بيدرو ديلغادو.

## الترتيب
| م                     | الدرّاج        | البلد   | الزمن                     |
| --------------------- | ------------- | ------- | ------------------------- |
| الفائز بالترتيب العام | بيدرو ديلغادو | إسبانيا | 95 ساعة 58 دقيقة 00 ثانية |